# Castrillo del Val
Castrillo del Val es una localidad y un municipio situados en la provincia de Burgos, en la comunidad autónoma de Castilla y León (España), comarca de Alfoz de Burgos, partido judicial de Burgos, cabecera del ayuntamiento de su nombre.
En 2015, en la aprobación por la Unesco de la ampliación del Camino de Santiago en España a «Caminos de Santiago de Compostela: Camino francés y Caminos del Norte de España», España envió como documentación un «Inventario Retrospectivo - Elementos Asociados» (Retrospective Inventory - Associated Components) en el que en el n.º 982 figura la localidad de Castrillo del Val, con un ámbito de elementos asociados.

## Geografía
Tiene un área de 22,54 km² con una población de 829 habitantes (INE 2022) y una densidad de 36,77 hab/km².

### Núcleos de población
| Denominación           | Distancia (km) | Población 2022 |
| ---------------------- | -------------- | -------------- |
| Castrillo del Val      | Capital        | 223            |
| Base Militar           | 3,7            | 67             |
| Cerca de Santa Eugenia | 1,9            | 20             |
| San Pedro de Cardeña   | 3,6            | 16             |
| Los Tomillares         | 3,3            | 497            |
| Diseminado             |                | 6              |
|                        | Total          | 829            |

## Demografía
Castrillo del Val cuenta con una población de 819 habitantes (INE 2024).
| Gráfica de evolución demográfica de Castrillo del Val entre 1842 y 2021                                             |
| |
| Población de derecho según los censos de población del INE Población de hecho según los censos de población del INE |

| 199           | 347 | 473 | 515 | 637 | 839 | 846 | 786 | 792 | 796 | 793 | 814 | 829 |
| (Fuente: INE) |     |     |     |     |     |     |     |     |     |     |     |     |

## Administración y política
Pertenece a la Mancomunidad Ribera del río Ausín y Zona de San Pedro de Cardeña así como a la Agrupación para sostenimiento de Secretario Común de los municipios de Cardeñajimeno, Castrillo del Val y Carcedo de Burgos, el número de habitantes de derecho de los municipios a agrupar, según el correspondiente Padrón Municipal de primero de abril de 1986, es un total de 554 habitantes. En 2022 son 2.499.
| Legislatura | Partido político     | Alcalde                |
| ----------- | -------------------- | ---------------------- |
| 1999-2003   | Partido Popular (PP) | Jorge Mínguez Núñez    |
| 2003-2007   | Partido Popular (PP) | Jorge Mínguez Núñez    |
| 2007-2011   | Partido Popular (PP) | Jorge Mínguez Núñez    |
| 2011-2015   | Partido Popular (PP) | Jorge Mínguez Núñez    |
| 2015-2019   | Partido Popular (PP) | Jorge Mínguez Núñez    |
| 2019-2023   | Partido Popular (PP) | Jorge Mínguez Núñez    |
| 2023-2027   | Partido Popular (PP) | Santiago Ruiz González |

## Historia

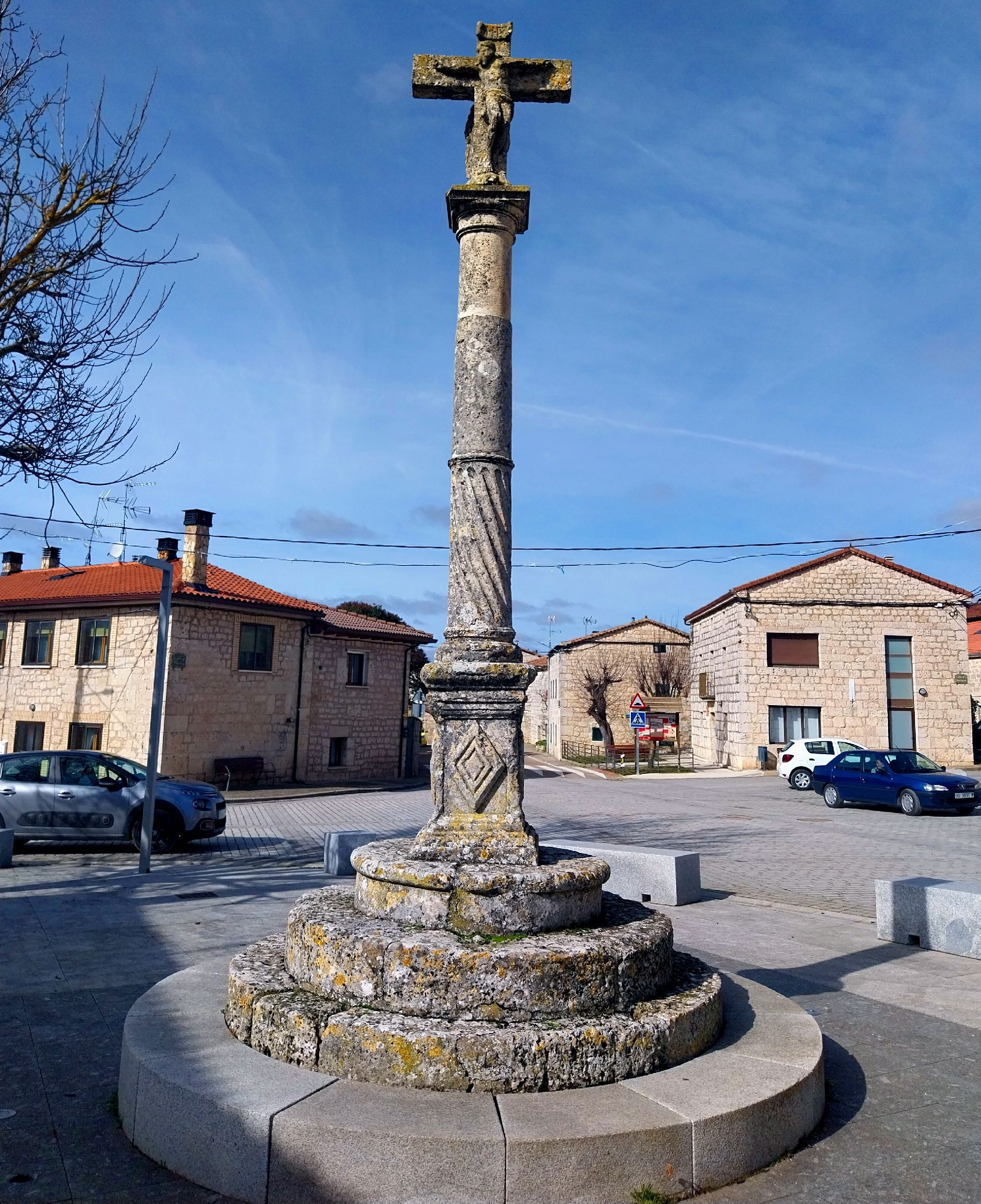
Crucero de Castrillo del Val

La villa de Castrillo del Val está situada en el primitivo Alfoz y Jurisdicción de Burgos, hoy partido de Burgos, en la orilla izquierda del Arlanzón, a dos leguas de la ciudad de Burgos. Su nombre es de origen latino, diminutivo de Castrum y de Vals, de acuerdo con la geografía del lugar. Su término es atravesado por el río Arlanzón y tiene una notable extensión de 2254 hectáreas. El casco urbano se alza al borde de la paramera a 939 metros sobre el nivel del mar, altura muy semejante al castillo de Burgos.
La peculiaridad de Castrillo del Val, como la de todas las localidades de la provincia actual de Burgos, es la similar, con los variados pero no substanciales cambios que imponen once siglos, desde que se formó en la Alta Edad Media, durante la Repoblación-Reconquista, de los siglos IX y X. 
La historia de Castrillo del Val se puede seguir por la obra de Justino González Hortigüela, “Historia de Castrillo del Val” (2000), que es una enciclopedia para el conocimiento de la Villa. 
Castrillo del Val nació entre los años 880 y 900 de nuestra Era. No antes, pues toda la comarca del Arlanzón era de máximo peligro por indefensión ante la repetida agresividad de los árabes. Castilla avanzaba en la recuperación de España, dirigida por sus reyes y condes que primeramente eran soldados y que dirigían la Reconquista de acuerdo con la ciencia militar entonces vigente. El responsable de esta área del reino astur era el conde Diego Rodríguez, dirigido por el estado mayor del rey de Oviedo, Alfonso III. La reconquista se hacía por líneas de castillos aprovechando las cordilleras y ríos.
Hasta el año 880 no se operó la Reconquista de la cuenca del Arlanzón, para dar paso a la repoblación realizada por foramontanos. La línea de defensa se apoyaba en la Sierra y comenzaba en las defensas del Arlanzón, de Quintanapalla y en la ciudad y castillo de Burgos, fundados en el año 884. Se inicia entonces una gran actividad colonizadora de villas y de monasterios. Para el 899 ya se ha fundado la gran abadía de San Pedro de Cardeña y esta es la mejor señal de seguridad que el condado de Castilla podría brindar a los habitantes. Es entonces cuando nacen las villas que hoy existen y otras muchas que luego desaparecieron.
La primera mención que leemos de Castrillo del Val es del año 952, en un pergamino del Monasterio de Benitos de Cardeña en el que doña Eusacia, seguramente la primera vecina que conocemos, dona la hacienda que posee en la Villa al glorioso monasterio. Pero el hecho material revela que Castrillo era ya una villa asentada, organizada, quizá con setenta años en las espaldas, en la que los mismos condes de Castilla disfrutaban de una mansión que veinte años más (972), el conde de las manos blancas, don Garci Fernández, regalará a los monjes de Cardeña. Es más, en el actual término de Castrillo existió otro poblamiento conocido como Castrillo de la Vega o de Río de Gómez Gotiniz que es mencionado en tres de febrero del año 921, también en el archivo de Cardeña en que se habla de molinos en Ibeas. Hay, pues, que situar la Repoblación de la comarca influenciada por la ciudad de Burgos y del monasterio de Cardeña a finales del siglo IX.
Los grupos de repobladores fueron conducidos por labradores, pastores y soldados. Esos conductores de los nuevos habitantes solían poner su nombre a los poblados que levantaban. En torno a Cardeña así lo hicieron: Atilio (Cardeñadijo), Jimeno (Cardeñajimeno), Guimario (Villamar), Apalla (Quintanapalla), etc. De Castrillo del Val sabemos el nombre de su fundador: Munio Romániz. Así se le llama en los documentos de los siglos X y XI, en los años 952, 972 y 1.084. Luego, el nombre se fue olvidando y para distinguir a la Villa de otros homónimos se apeló al topónimo geográfico del Valle (Val).
Algo parecido ocurrió con Castrillo de la Vega, (poblado perteneciente a Castrillo del Val y que estuvo enclavado en lo que es hoy la Cerca de Sta.Eugenia), conocido primeramente como Castrillo de Gómez Gotiniz. ¿Quiénes era Munio y Gómez? Los dos nombres son de raíz visigótica, si bien el sobrenombre del primero es latino y el del segundo también es visigodo. Son, pues, dos tipos de su época; de aquellos que sentían los ideales de Castilla, a los que entonces se aplicaba la expresión bíblica de que pertenecían aquella casta de hombres que con una mano manejaban la espada y con la otra la azadilla o la hoz. Castrillo no debe olvidar estos dos nombres, cuyos doblamientos acabaron formando uno solo. Al que también se adhirió un tercero, San Mamés, citado en 972 y que estuvo situado al S.E. del monasterio de Cardeña, casi en la raya con Carcedo, en el actual término de Llano San Pedro y en el que se situaba una ermita.
En Castrillo del Val se aplicó en su nacimiento la administración ordinaria del rey, a través del conde o condes de Castilla, y de inmediato, del “tenente” del castillo y alfoz de Burgos. El conde, prácticamente soberano en el año 972, traspasa al monasterio de Cardeña la Villa de Castrillo del Val, pero no en su totalidad, sino en lo referente al barrio de Santa Eugenia. El otro barrio, el de San Juan, se mantenía en el realengo. Ejemplos de esas particiones les hallamos en otros pueblos castellanos. En este barrio de Santa Eugenia el conde traspasa cosas y vasallos, sobre los que el monasterio tendría autoridad, sustraída en alguno de sus aspectos (relioso e impositivo) al concejo.
Castrillo del Val funcionará con este sistema hasta la supresión de los señoríos particulares en las Cortes de Cádiz de 1810. Así lo vemos en el Libro de las Behetrías (1350), en el que nos dice que Castrilllo del Val es solariego de Ruy González de Villayerno y abadengo del monasterio de Cardeña la catedral de Burgos y del monasterio de San Cristóbal de Ibeas. Los vecinos todos pagan al Rey servicios, monedas y fonsadera, tributos que no recibe el Rey sino su cocinero Gonzalo Gil; son 45 maravedises. El monasterio cobra a sus vasallos la infurción (impuesto de solares) que supone 8 dineros al año, más 15 maravedises anuales. Lo mismo ocurre con Castrillo de la Vega, en el que el Rey y el abad de Cardeña van a medias; El monasterio cobra al año a sus vasallos dos maravedises y dos gallinas.
En 1750 los vecinos reconocen que el pueblo pertenece a Su Majestad y al monasterio de Cardeña. Los impuestos que percibe el monasterio son Servicio Real, 180 reales de vellón más un tercio, Yantar y Martiniega,19 reales y cinco y medio maravedises; de Serna,150 reales y cada 7 años cobra el impuesto de moneda forera, medio real por persona. Tiene parte también en los diezmos que suponen más de 1.036 reales.
Pero Cardeña supone para Castrillo del Val mucho más que lo dicho. Hoy las cosas han cambiado y es Castrillo a quien corresponde municipalmente la jurisdicción sobre Cardeña. Pero su orgullo es el monasterio con cuanto significó con la Fe y en la Cultura en tiempos pasados y cuanto hoy figura.

### Escudo municipal de Castrillo del Val
En el año 2000 y siendo alcalde de Castrillo, Jorge Mínguez Núñez, se le pidió a Fray Valentín de la Cruz, cronista oficial de la provincia de Burgos, un escudo, que diseñó así: 
Partido: Todo el jefe en gules cargado con dos torres de oro y dos espadas de lo mismo puestas en sotuer. Primero, en sinople, crucero de seis peldaños con columna grabada con tres torres, capitel y cruz, en plata. Segundo, en azul, mata de tres cardos de sinople perfilado de oro, surmontado de llaves de San Pedro con Tiara e Infulas. Entado de plata en punta con onda de azur. Al timbre corona real.
El rojo de la cabeza del escudo representa el trabajo, sacrificio y victoria de Castrillo desde su nacimiento hasta hoy. Las dos torres representan a Castrillo de la Vega y San Mamés –término en Llano San Pedro- merced a las cuales, la villa tiene más término y potencia. El color verde del primer cuartel se dedica a la villa en su naturaleza agraria y se presenta su crucero como símbolo de la misma. Se acepta así la tradición del siglo XIX en la que Castrillo trajo ese mismo crucero como armería particular. El segundo cuartel, signo de espiritualidad y cultura, se dedica al monasterio de Cardeña y se ha elegido la expresión parlante de un manojo de cardos y las llaves de san Pedro. El triángulo en punta recoge el muy alto valor que el río Arlanzón tiene para Castrillo.

### Bandera municipal de Castrillo del Val
Carta mandada por Fray Valentín de la Cruz –cronista oficial de la provincia de Burgos- al alcalde de Castrillo del Val –Jorge Mínguez- en el año 2001, en relación con la petición por parte de éste, para que el citado pueblo tenga su propia bandera:
Ilmo, Sr, :
El ayuntamiento de Castrillo del Val, según manifestaciones de V.I. desea poseer BANDERA particular que sirva para distinguir la personalidad de la misma ante los propios vecinos y los extraños. Este ejercicio del derecho natural y legal supone la aceptación previa de las normas de la Ciencia Vexilológica y de aquellas que hayan emanado de la autoridad competente, en este caso la Junta Autonómica de Castilla y León.
Los deseos del vecindario de CASTRILLO DEL VAL pueden ponerse en marcha, toda vez que la Villa tiene admitido el reconocimiento de su Escudo municipal que debe ser origen y referencia de la BANDERA. Igualmente, se recuerda en las Ordenanzas actuales que las Banderas de los Concejos han de ser cuadradas, disposición que ya sancionó el rey Alfonso X en el siglo XIII.
De acuerdo, pues con la Memoria y Diseño del ESCUDO de CASTRILLO DEL VAL, la BANDERA de la Villa ha de ordenarse de la siguiente manera:
Cuadrada, o de 1:1. De sinople (verde) cargada de dos franjas horizontales de 0,2, de gules o rojo y de azul, colocadas según el diseño que se acompaña. En el corazón de la bandera campeará el ESCUDO MUNICIPAL
.
Esta BANDERA merecerá todas las preferencias del protocolo municipal; el Concejo ordenará su uso y su colocación con las Banderas de España, de Castilla y León y de Europa. Los vecinos deberán respetarla y referirse a ella como expresión de la personalidad de su Villa. En las concentraciones populares, los vecinos de CASTRILLO DEL VAL tremolarán con orgullo su BANDERA.

### El paleolítico
En 1995 y merced a Salvador Strohecker, hombre aficionado en temas de arqueología y paleontología, fueron encontrados por prácticamente todo el término de Castrillo varios utensilios líticos de hace miles de años y que fueron usados por nuestros antepasados. Desde ese tiempo dormían en el suelo castrillano, siendo pisados y maltratados por personas, animales, máquinas, etc, hasta que este hombre, de ascendencia alemana residente en Calella (Barcelona) y casado con una burgalesa, realizó este importante hallazgo, cediéndolas al ayuntamiento.
El estudio de este material arqueológico se realizó en Calella por Santiago Serra y Salvador miembros de la Asociación Arqueológica de Girona, a la cual también pertenece Eudal Carbonel.
La aparición de varios bifaciales hallados en superficie –y entre ellos uno “típicamente” perteneciente al Achelense Inferior-, junto con abundante cantidad de útiles típicos propios de esta cultura de la Edad de Piedra y por otra parte, la erosión, que aunque ha mezclado los diferentes estratos o niveles, nos ha permitido datar esta estación arqueológica en una antigüedad aproximada de más de 300.000 años y en el periodo interglacial Mindel-Ris.
El terreno que forma actualmente este término municipal, estuvo habitado por homínidos; anteriormente, con 850.000 años por el “homo antecesor” y posteriormente, por el “homo sapiens neandertalensis” con 300.000 años.
Tribus nómadas que encontraron aquí el lugar idóneo para asentarse, al haber sido éste, en aquel tiempo, un territorio rico en caza, con animales parecidos a los que se encuentran en África, así como grandes corrientes de agua ricas en pesca.
La época a la cual pertenecen la mayoría de estos útiles de sílex, después de que algunos hubieran sido utilizados en épocas posteriores, corresponden al Pleistoceno Medio y por tanto, se puede equiparar con los hallados en el mundialmente conocido de Atapuerca.
En este yacimiento señalado como (comarca) Campiña del Arlanzón –C.A.J.2- Estación Arqueológica N.º 2, no han aparecido aún cuevas ni cavidades que puedan dar una mejor lectura cronológica de los estratos correspondientes a la era “cuaternaria”. Los materiales descubiertos en algunos sectores del yacimiento aparecen destruidos, fragmentados y rallados por la acción de los tractores durante el laboreo de las tierras.
Así pues, debido a la precariedad de cómo ha sido hallada esta industria lítica y tras las comprobaciones de los últimos descubrimientos aparecidos en Atapuerca, no dudamos que en un futuro próximo, se pueda retrasar aún más su antigüedad.
Es posible que entre los habitantes de Castrillo, se pueda hallar algún ciudadano que lleve en sus genes el mismo ADN, que el de aquellos primeros pobladores de estas zonas y que un día muy lejano emigraron de África, en diferentes oleadas migratorias y es posible que hasta tres especies de homínidos conviviesen en la misma época juntos o separados en otros lugares.
Utensilios líticos hallados en Castrillo: Bifaz, Buril, Chopper, Choping-Tool, Cantos tallados, Denticulado, Epanele, Lasca, Núcleo, Melladura, Percutor, Poliedro, Proto Bifaz, Punta, Rascador y Raspador. 
En el año 2004 el equipo de investigación de Atapuerca, encabezado por Marta Navazo, descubrió un yacimiento al aire libre con el nombre de “El Hundidero” y próximo a Castrillo del Val. Es un registro que está muy bien diferenciado y en distintos niveles. Tenemos Paleolítico Medio, Inferior, que sería equivalente al yacimiento de la Galería, y material de Paleolítico Inferior antiguo, similar al del nivel TD-6 de Gran Dolina. Se trata de una terraza del río Arlanzón muy antigua del Pleistoceno Inferior que tiene 780.000 años –fecha en que vivió el Homo antecesor- y en ella ha habido varias ocupaciones desde el Pleistoceno Inferior hasta hace 20.000 años.
Los restos encontrados en este yacimiento permitirán reconstruir la evolución de las herramientas que emplearon los homínidos. “Estos cogían un canto y lo golpeaban. Tenemos el canto que golpeaba y se extraían las lascas. Tenemos las lascas, muchísimos retocados y los resquicios de talla, que nos indican que lo han tallado en este lugar así que tenemos toda la cadena”.
El estudio de estos restos permitirá conocer de donde cogían el material, cómo lo tallaban y las distintas técnicas que empleaban. “La industria lítica da para mucho porque es lo que queda y da la información, la pena que no quede fauna. Lo más importante es que el yacimiento está al aire libre lo que permite comparar los hallazgos con los de Dolina o Galería. En las cuevas tenemos los tres periodos en distintos yacimientos y aquí los tenemos en la misma secuencia. Los antepasados lo hacían todo al aire libre: cazar, recoger la materia prima o recolectar. A las cuevas solo entraban para determinadas cosas”.
Según los primeros indicios, el lugar que ocupa el yacimiento de El Hundidero es el ideal para el asentamiento de los homínidos al estar al lado del río, tener materia prima y estar en un lugar alto.
Para finalizar decir que, con toda esta reseña y el tema de los fósiles, Castrillo es toda una enciclopedia para estudiar nuestro pasado.

### Castrillo en la actualidad

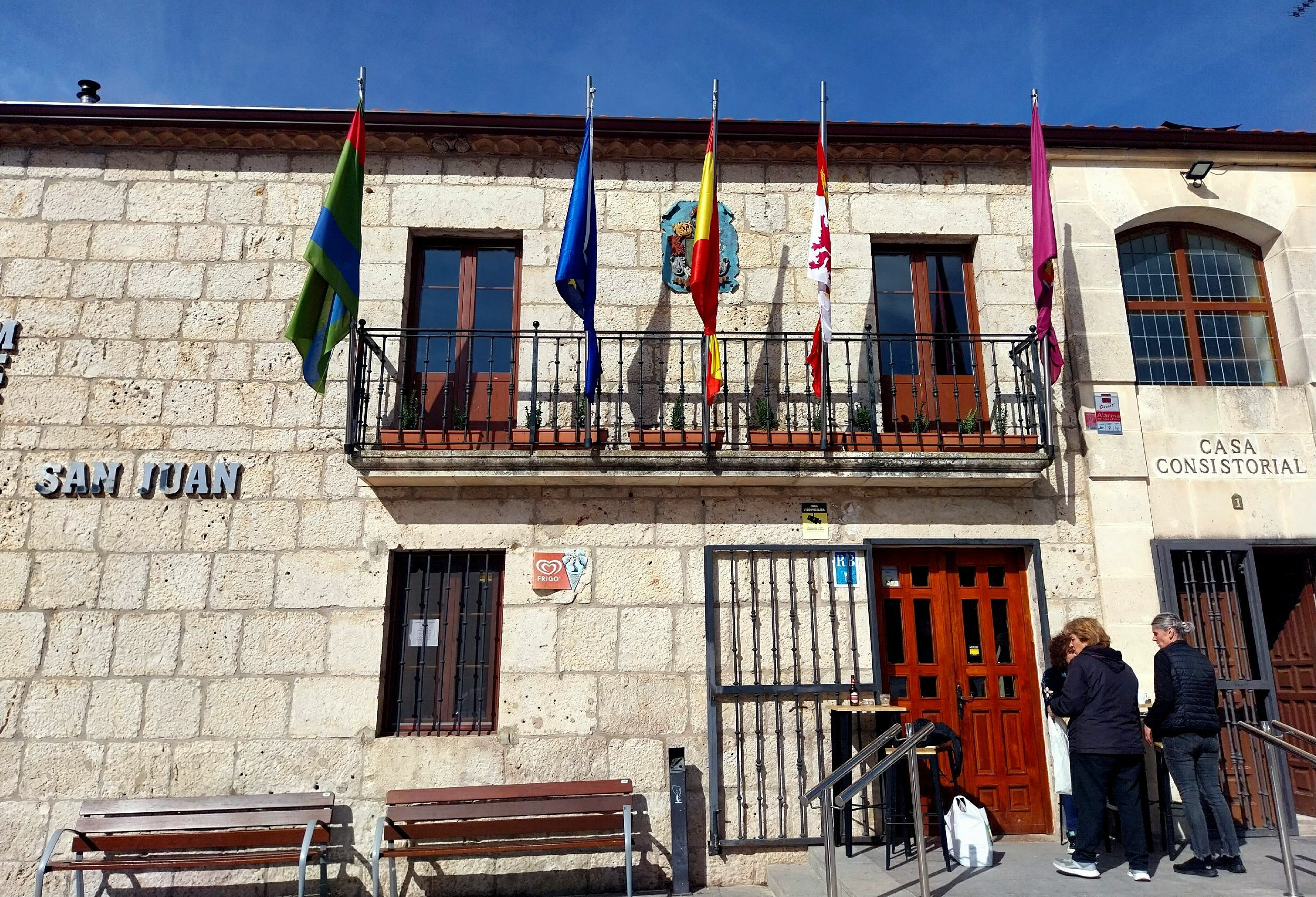
Ayuntamiento de Castrillo del Val, en la Plaza Mayor

El casco urbano de Castrillo cuenta con 165 casas de las que 80 están habitadas todo el año, unas 30 son de gente residente en Burgos por lo que vienen a menudo, otras 30 son de residentes fuera de Burgos que vienen en verano y fiestas señaladas y 25 que por diversos motivos están vacías. A diferencia de pueblos vecinos, aquí no se han hecho urbanizaciones anejas al pueblo sino que se ha ido construyendo poco a poco, bien sea reformando y agrandando las antiguas o tirando viejos edificios de tenadas, pajares etc, y así ir quitando las ruinas. Tiene casa rural “Las Calendas”.
Si junto al casco urbano no hay urbanizaciones si tenemos a 3 km, la de Los Tomillares, que como vemos en la reseña demográfica, aumenta en buen número los habitantes del municipio.
Entre esta urbanización y el pueblo se encuentra La Cerca de Santa Eugenia; Este poblado cuenta con 81 casas las cuales se ocupan sobre todo en época estival aunque algunos residen todo el año. Empezó a construirse por el año 1980 y dadas sus singulares características enseguida se ocupó en su totalidad sobre todo por gente de Burgos, que vio aquí un lugar cercano para su diversión y relajo.
Sus bonitas y peculiares casas, sus cuidados y floreados jardines, sus frondosos árboles, sus productivas huertas etc, hacen que sea una visita obligada no solo para los castrillanos sino para visitantes, amigos y demás.
Otra entidad de población que pertenece al municipio es El Priorato. Hasta el año 1964 todos sus habitantes pertenecían y hacían sus gestiones en el ayuntamiento de Castrillo, incluso había un molino, pero a partir de ese año sin saber muy bien como, pasó a pertenecer a San Medel.
También pertenecen al municipio la Base Militar del Cid Campeador conocida como de Castrillo del Val, que está enclavada frente a Los Tomillares; y en la parte S O el monasterio de San Pedro de Cardeña.
Vamos ahora con las obras y mejoras realizadas en el pueblo a partir del año 2000 ya que las anteriores quedan reflejadas en el libro “Historia de Castrillo del Val “.
Por este año se reforma la taberna quedando como “Mesón San Juan” y se amplia el local del ayuntamiento situado encima, quitando la vivienda que usaban los taberneros. En 2001 se reforma la antigua casa del médico haciendo un consultorio en condiciones y lo mismo se hace en las antiguas escuelas que se reforman y se hace un centro social y cultural y poco después un telecentro, poniendo en la campa aneja un parque infantil y también se reforman los hornos.
En diferentes años se agranda el cementerio, se hace una carretera en condiciones hasta Cardeñajimeno, ya que la antigua era muy estrecha lo que dio lugar a varios accidentes hasta con muertos, y seguido se hace la variante del pueblo que si bien puede repercutir en los bares del pueblo este gana en tranquilidad sobre todo por los niños. Se hace un gran depósito de aguas y se conecta la red a la de Burgos ya que antes se traía de manantiales por lo que en verano escaseaba. Seguido se renuevan las canalizaciones de acceso a las casas ya que habían quedado obsoletas lo que era motivo de varias fugas. Se consigue también que el pueblo tenga servicio de autobús 4 veces al día y se coloca una antena para la telefonía móvil. Entre las obras o proyectos que han quedado por el camino están: La reforma de la plaza del pueblo incluso se expusieron tres tipos de fotografías para ver cual elegía la gente, la depuradora, viviendas sociales para los jóvenes del pueblo y una carretera o camino en condiciones que uniría la carretera de Logroño o Camino de Santiago con el monasterio de Cardeña o Camino del Destierro. En las eras anexas al pueblo se urbanizaron 32 parcelas casi todas pertenecientes a gente del pueblo, pero por diversas causas aún no se ha construido en ninguna. 
En el casco urbano hay dos bares, el mencionado Mesón San Juan y el Bar Sandra aunque hay otros seis en su término: El Cántaro en el monasterio, el de La Cerca, y ya en la carretera de Logroño; la sidrería Vuelta y Vuelta, Los Adobes, el suntuoso Los Braseros y el hotel Camino de Santiago en Tomillares, también aquí esta el centro social que cuenta con guardería, gimnasio etc, y aneja una pista de pádel que es usada por jóvenes de Castrillo. También en el pueblo hay una pista polideportiva pero al estar un poco alejada es poco frecuentada, está situada junto al campo de fútbol y sobre este deporte decir que actualmente el Castrillo F.C. participa de siempre en el trofeo “Diputación” pero hasta hace 10 años tuvo también otro equipo que participaba en el “Ciudad de Burgos” jugando 4 veces la final en El Plantío ganándola 2 años.
En 1994 y 1955 pasaron por aquí los participantes en el campeonato de España de triatlón y en diferentes años la vuelta ciclista a España y Burgos. También estos dos últimos veranos se celebra una carrera pedestre organizada por el ayuntamiento y Diputación para diferentes categorías.
Los niños que residen en el pueblo van en autobús al colegio de Fuentes Blancas aunque algunos prefieren llevarles por su cuenta a otras instituciones de Burgos.
El médico atiende en el consultorio de lunes a viernes y las recetas las suministra a domicilio la farmacia de Cardeñajimeno.
En el año 1998 se creó con el nombre de “Sociedad Cultural y Recreativa Castillejo” y a través de ella se organizan diferentes actividades: formativas, culturales, exposiciones, excursiones, la cabalgata de reyes, disfraces etc.

## Cultura

### Domingo de Ramos
El Domingo de Ramos se celebra procesión, participando los concejal es con ramos de laurel mientras que los vecinos los llevan de seto. También se celebran estos actos de devoción en Jueves Santo y Domingo de Resurrección.

### Fiestas patronales
La fiesta patronal es el 24 de junio, San Juan Bautista teniendo como principal acto la hoguera que se hace en el alto Castillejo y en el que las brasas son saltadas por los jóvenes produciéndose alguna vez algún accidente. Ese día después de misa el ayuntamiento obsequia a toda la gente con un lunch y otras fiestas señaladas son: el último sábado de mayo en que nos juntamos varios pueblos en el monasterio de Cardeña y después de misa se hace una procesión para bendecir los campos y acto seguido el ayuntamiento nos deleita con un suculenta paella acompañada por sus respectivas bebidas, postres, café y copa, también nos ponen las mesas y sillas mientras nuestros vecinos los militares nos montan una gran carpa para evitar los rayos de sol, por lo que con esto, nosotros solo ponemos los platos cubiertos y el hambre. Esto mismo sucede el último sábado de agosto en el pueblo en el que celebramos el día de Acción de Gracias.
Una costumbre muy arraigada es, que a los recién casados junto con los padrinos, a la salida de la iglesia se les monta en un carro de bueyes adornado con plantas y flores confeccionando algún motivo erótico; dos cebollas y un pepino etc, paseándolos por el pueblo hasta el bar. Otra es, el “perico pajas”; Se celebra en carnaval; Con sacos y paja se elabora una figura humana, paseándole por el pueblo y dedicándole toda clase de insultos y vejaciones para acabar quemándole, con gran alegría de la gente. Esto viene a colación con la gran representación del Judas que hasta principios del siglo pasado se hacía en Castrillo y que actualmente se hace en algunos pueblos; Lerma, Villadiego que tenía gran repercusión tanto en los pueblos cercanos como en la capital.

### Representación del destierro del Cid
En el año 2006 y por medio de la Sociedad Cultural El Castillejo se creó el grupo de teatro Potamides que desde entonces y bajo la dirección de Ernesto Pérez Calvo pone en escena la obra “El destierro del Cid”.
Esta obra, en la que participa casi un centenar de personas de Castrillo, tiene cuatro ejes de escenificación; El juramento del Cid a Alfonso VI sobre la muerte de su hermano; la partida hacia el destierro con la despedida emotiva de sus hijos; la muerte de Diego –hijo del Cid- y el desafortunado matrimonio de las hijas con los condes de Carrión y la muerte del Cid, haciendo la entrada a los actos con la exposición de un juglar.
En los entreactos se van escenificando aspectos de la vida cotidiana de la gente; el proceso de la lana, vareo, cardado, hilado etc, el lavado y demás de las ropas y diferentes aspectos concernientes a la labranza, mientras Jimena hace labores y charla con las mujeres de Castrillo y los niños juegan con los demás, pues como dice el Cid en su despedida del monasterio de San Pedro de Cardeña; “los niños no están para hacer vida monacal llevales a que jueguen con los de Castrillo del Val”, todo ello acompañado por canciones castellanas referentes a Castrillo y a los avatares del Cid.
Como referencia a esta obra decir en primer lugar que, los actores para ser aficionados hacen una interpretación magistral, que todos los años se representa en Castrillo las vísperas de San Juan y que se ha representado en otros pueblos; dentro del monasterio de Cardeña y como colofón este año, junto a la catedral iluminada de Burgos con una expectación inusitada y, que por medio de la Asociación El Castillejo se ha acercado a varios colegios la figura del Cid participando los niños y así recabando material escolar que esta sociedad envía a Benín (África). Para finalizar decir que, hace muy poco se le tributó un merecidísimo homenaje en su pueblo natal de Castrillo de Murcia al verdadero promotor y alma de esta obra Ernesto Pérez –cura párroco de Castrillo que junto con otros dos ofician diferentes actos religiosos de los pueblos limítrofes- y que también dirige los grupos; La Hormiga de Lerma, El Espliego de Villadiego, Encaje etc, con actuaciones en el extranjero. En fin todo un líder en la divulgación de la cultura y el folclore castellano.
Referencia: Justino González Hortigüela (Año 2010)

## Monumentos y lugares de interés

### Iglesia de San Juan Bautista

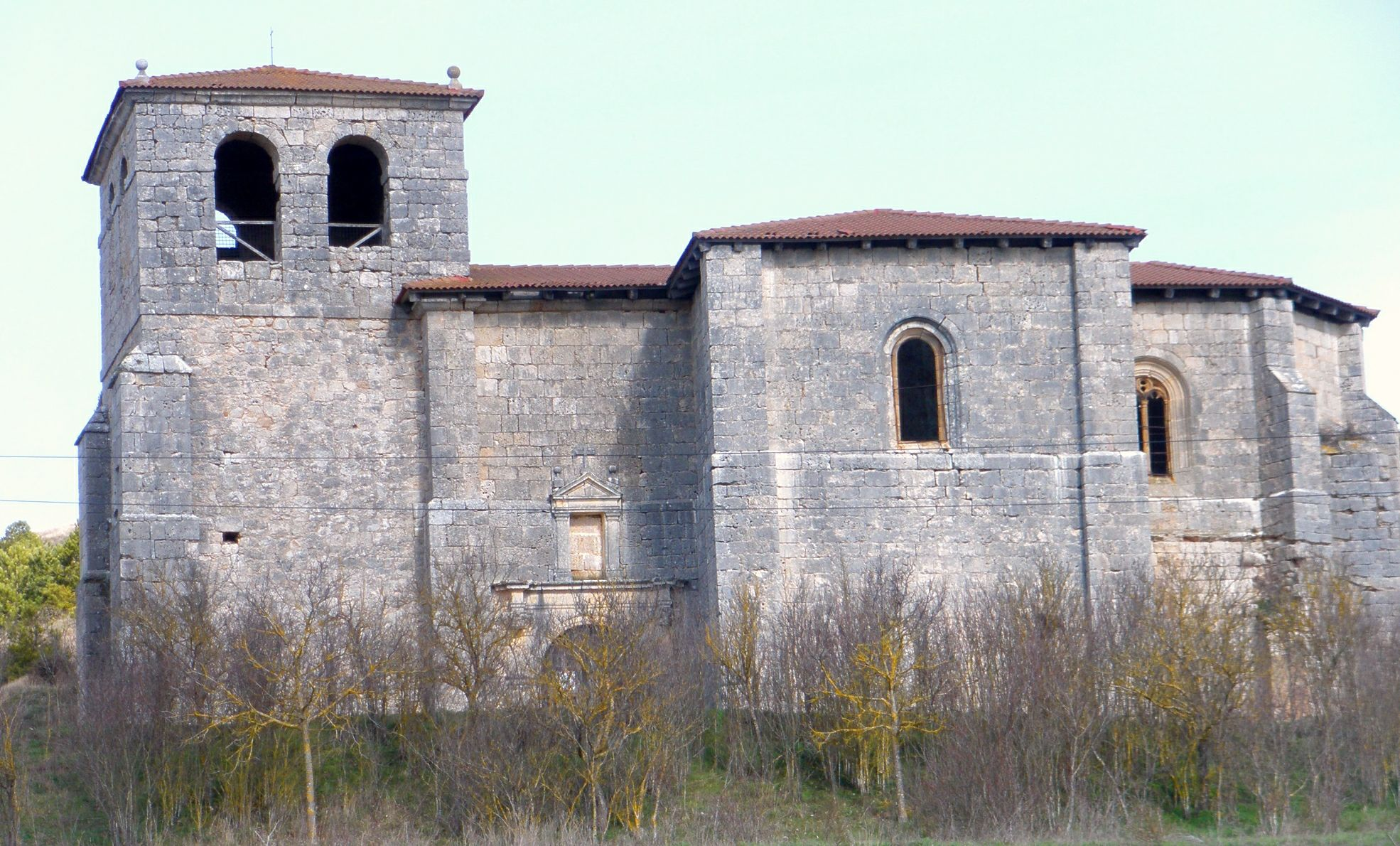
Iglesia de San Juan Bautista

En la falda del Alto Castillejo, la montaña más emblemática de Castrillo del Val se encuentra emplazada la iglesia de San Juan Bautista, el Precursor, que invita a los fieles a caminar al encuentro de Dios, todo un símbolo de ayuda a subir hasta llegar a la cima de la perfección cristiana.
El color grisáceo de su piedra se adapta perfectamente al paisaje de sus tierras parduscas, el verde del valle y el azul del cielo, creando un cromatismo equilibrado y de gran belleza.
Arte: Se trata de una construcción en sillares de piedra, de muros robustos y grandes estribos, que contribuyen a dar gran solidez a un edificio que, gracias a estas características, ha podido mantenerse en pie durante ese periodo de tiempo en el que su tejado y bóvedas llegaron a hundirse. El esfuerzo e ilusión de los vecinos del pueblo han conseguido una restauración de bóvedas y cubiertas. Desaparecido ya el peligro de hundimiento, sigue esperando una restauración interior que haga posible su utilización y vuelta al culto religioso para el que fue construido.
Fue construido, muy entrado ya el siglo XVI, en estilo renacentista. Su planta es una cruz latina. La nave longitudinal está formada por cuatro cuerpos: el ábside, crucero, cuerpo intermedio y coro, y la nave transversal con dos cuerpos laterales forma esa cruz latina que en planta es símbolo de la Redención.
Las bóvedas son de la misma altura y muy variadas. Encontramos bóvedas sexpartitas, estrelladas y de terceletes, con claves ornamentadas con escudos y rosetas. Sólo en el crucero se sostienen sobre columnas y pilastras, en el resto los nervios arrancan de ménsulas ancladas en los muros de las naves.
El ábside es rectangular en el interior y pentagonal en el exterior. En el muro del fondo dos pechinas y como prolongación de las mismas vieiras.
Últimas referencias: No sabemos con exactitud cuando se dejaría de hacer culto continuo, ya que antes cada barrio tenía su propia iglesia, sí sabemos que hasta 1950 se decía misa los días de la Santa Cruz, el 3 de mayo y 14 de septiembre y el día de la fiesta del santo patrono San Juan Bautista, y hasta 1960 solo el día 24 de junio que fue cuando se dijo por última vez.
En 1998 se reparó la cubierta o tejado ya que estaba prácticamente hundido.
En el año 2004 con una inversión de 480.000 € y sobre una superficie de 1600 metros cuadrados se hizo una gran ampliación del cementerio, anejo al anterior que estaba totalmente lleno, y en el que se situaron 306 nichos y 207 tumbas quedando así cubiertas las necesidades de al menos dos siglos. Este cementerio está situado a unos 50 metros de esta iglesia.
En abril de 2005 ocurrió un hecho curioso: alguien encontró en el suelo la imagen de piedra de S.Juan, que había caído de la hornacina que está en la parte exterior encima de la puerta principal de entrada a este templo, a una altura de unos 4 m y que no sufrió ningún desperfecto.
Aunque la hipótesis de la Guardia Civil apuntó a que cayó por su propio peso, los vecinos no opinaron lo mismo ya que esta iglesia no sufre mal de piedra y lo achacaron a un intento de robo, como sucedió por estas fechas en pueblos cercanos, en que robaron y en otros lo intentaron, varias tallas de madera, incluso en el vecino pueblo de Los Ausines una talla de piedra que coronaba el campanario de la ermita de la Virgen del Castillo.
Tallada esta imagen de S.Juan en 1699 mide 15 dm de alto y pesa unos 350 kg. Entre varias personas la trasladaron a la iglesia de Sta.Eugenia donde se situó debajo del coro.
El interior de esta iglesia de San Juan está totalmente deteriorado y dudamos que ni a corto ni medio plazo vuelva a tener culto.
Comentario: ante este curioso incidente de la caída del santo y el dilema de si se ha caído o le han tirado, me voy a permitir hacer una pequeña reflexión con un poco de humor: ¿No será que al estar su iglesia sin culto y un poco alejada del pueblo se habrá tirado él solo con síntomas de depresión, al no haber nadie que se acerque, para hacerle una petición o rezarle una oración?
Foro de opinión: como leemos, esta imagen o estatua de piedra fue trasladada a la otra iglesia y situada debajo del coro en donde queda un tanto escondida, ya que la gente al entrar dirige su vista hacia el altar quedando el coro a sus espaldas. Ante esto y puesto que colocarla en el mismo sitio no procedería después del incidente y más como décimos al ser dificilísimo que esta iglesia vuelva a tener culto. Con lo cual ¿no sería buena idea colocarla en la calle, en el jardín que hay en su barrio a la entrada del pueblo? Creo que como otras tantas estatuas que hay por el mundo -en el monasterio sin ir más lejos- para eso sería concebida y esculpida. Con esto ganaríamos dos cosas, una, que si ahora tenemos dos puntos emblemáticos El Crucero y la fuente del Águila para fotos y demás, sería uno más y otra que se podían revivir viejas tradiciones y el día de San Juan se podría hacer una procesión hasta este punto –similar a la de nuestros vecinos de La Cerca con Sta. Eugenia- incluso se podría hacer una ofrenda floral –estamos en plena primavera- siendo los principales ofertantes, aparte de las autoridades, los reyes de las fiestas y los niños que hayan hecho la primera comunión.

### Iglesia de Santa Eugenia

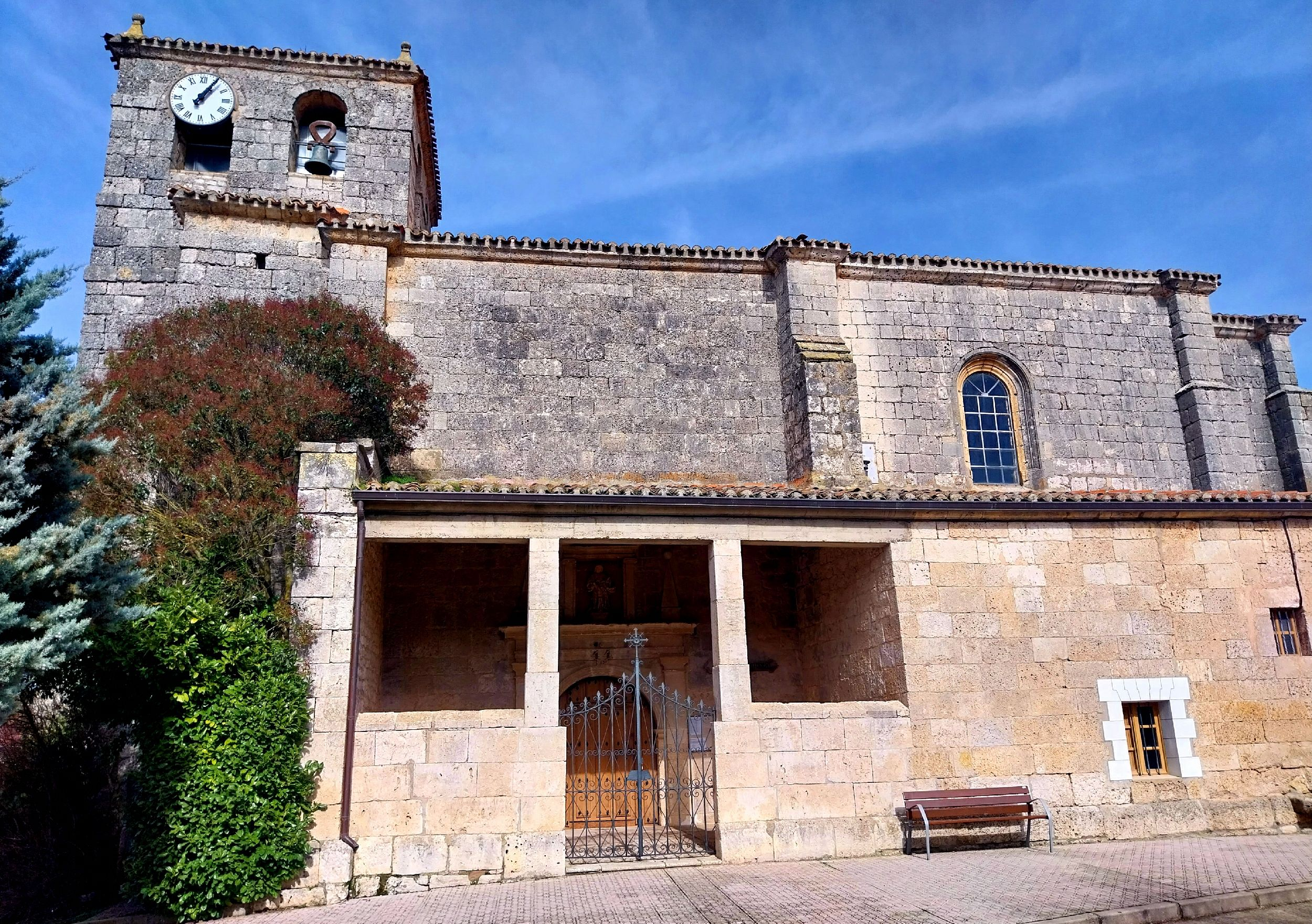
Iglesia de Santa Eugenia

Esta iglesia de Santa Eugenia queda emplazada en el centro del pueblo. Es la casa de todos y hacia ella confluyen todas las calles, como invitando al encuentro o, más bien, como arterias a las que este edificio emblemático, corazón de la villa, envía su sangre para que todos los miembros tengan vida común.
Arte: en un pueblo en el que sus casas están construidas en piedra de sillería bien labrada, también la iglesia ha sido edificada con sillares perfectamente encajados, que manifiestan la pericia de unos canteros conocedores de su oficio.
Es del estilo clasicista, mostrando aún los vestigios de austeridad y grandeza que, a partir de la Contrarreforma, presentaron los edificios religiosos españoles de finales del XVI y principios del XVII.
Se trata de una construcción de planta basilical, de una sola nave rectangular. En su interior aparece dividida en tres cuerpos, sostenidos por arcos fajones, a los que corresponden en el exterior sólidos contrafuertes.
El ábside es cuadrangular, siguiendo la tradición visigótica, y está orientado hacia el Este en su altar mayor, según la más estricta costumbre de la Iglesia, para que los fieles dirijan su vista hacia el sol naciente, símbolo de Cristo.
Presenta un alzado de gran altura en proporción a la anchura de la nave, creando en los fieles una sensación de solemnidad y grandeza. Coronan la techumbre bóvedas estrelladas y de terceletes con nervios y elementos de piedra bien trazados, aunque algunos han sido restaurados con cemento que intentan simular los originales. Se sostienen estas bóvedas sobre pilastras y columnas adosadas además de ménsulas. Las claves en un edificio que camina hacia el barroco están ornamentadas con escudos y rosetas.
Se construyó un pórtico para proteger la portada de la iglesia de la erosión de un clima de rigurosos inviernos y fuertes heladas. Probablemente sirvió a los vecinos como lugar de encuentro antes de entrar en el templo y hasta para reuniones concejiles. 
La portada se construyó en el año 1607. Según los gustos de esta época tiene forma de cubo, enmarcada por dos pilastras jónicas, con arco de medio punto y coronada por un frontón triangular. La ornamentación es de pirámides y bolas. Es de reseñar la hornacina, en la que se quiso colocar la imagen de la patrona, Santa Eugenia. Se trata de una buena talla en piedra, que no pudo resistir los avatares del tiempo y hoy se encuentra descabezada.
De la misma época, principios del XVII, es también la torre, de planta cuadrangular y formada por tres cuerpos, separados por una cornisa. Es una torre de gran robustez, sin apenas vanos en los cuerpos inferiores, sólo en el campanario se abren varios ventanales con arcos de medio punto. Se repite en la crestería la ornamentación de pirámides y bolas.

#### Cristo Crucificado
Anónimo hispano-filipino. Segunda mitad del siglo XVII, (marfil). 65×63, 5×16 cm (Cristo); 123×70 cm (cruz).
Correspondiente a esta iglesia es, un valioso Cristo Crucificado que ha estado expuesto en “Las Edades del Hombre”, y del cual hacemos una amplia reseña:
La incorporación de Las Filipinas a la Corona Española, en la época de Felipe II, dio lugar a un intenso tráfico comercial A estas islas llegaban en grandes cantidades colmillos de elefante procedentes de, China e Indochina y también a los puertos indios que recibían este producto desde África. Una vez en el archipiélago, podía exportarse en bruto a Europa o manufacturarse. Sabemos que ya, en el siglo XVII, existían en estos territorios, cualificados maestros que se dedicaban a tallar este material. Quizá, en los primeros momentos, fueron artistas y artesanos procedentes de China (sangleyes) los que se encargaron de realizar las primeras esculturas cristianas de este tipo ya que este país, con el que se mantuvieron estrechos contactos comerciales, tenía una mayor tradición en los trabajos eborarios. En ellas se mezcló la tradición occidental con la oriental. Los modelos formales procedentes de Europa –conocidos a través de tallas españolas y flamencas y grabados europeos que llegaron a estas tierras- se convirtieron en fuente de inspiración para estos artistas que a la vez dejaron traslucir, en sus trabajos, sus bases culturales y raciales. En el entorno de estos artífices fueron surgiendo otros locales que se encargarían de producir obras que satisficieron las necesidades de iglesias y conventos. Igualmente comenzó un proceso de exportación de tallas de tema cristiano que llegaron en cantidades a la península ibérica, estas fueron trasladadas por religiosos-misioneros a la vuelta de sus viajes evangelizadores, o por, comerciantes que las embarcaban en el famoso Galeón de Manila hasta el puerto de Acapulco, desde donde, a lomos de caballerías, eran llevadas a Veracruz para ser enviadas a España.
No sabemos como llegó este Cristo a la iglesia de Santa Eugenia, pudo ser traído por algún religioso vinculado al pueblo a su vuelta de Oriente, o quizá fue comprada.
El crucificado, tallado en marfil, contrasta con el color negro de la cruz nudosa sobre la que aparece clavado. La escultura consta de tres piezas; en la primera que se corresponde con la parte más importante del colmillo, aparece la cabeza, el tronco y las piernas; los brazos están esculpidos en otras dos piezas. La cabeza es la zona más expresiva; ligeramente orientada hacia el Cielo, presenta una larga cabellera que la enmarca y una barba de carácter simétrico; la boca queda entreabierta y deja ver los dientes; la nariz perfilada en formas triangulares, y los ojos rasgados y arqueados, contribuyen a dotar el rostro de unas formas raciales que lo alejan del mundo occidental. Lleva corona de espinas cortas, de tipo zarzoso, labrada sobre el mismo material, unida a la bóveda craneal, que la vincula al modelo que, según Francisco Pacheco, había sido utilizado en la Pasión. La policromía del cabello, barba y cejas, el remarcado de los ojos, que aparecen reflejados justo en el momento antes de la muerte, y los tonos rojos de las manchas de sangre que recorren la cara y el cuello y la profundidad de la boca, hacen que el resultado final sea sumamente expresivo. Debido a todos estos rasgos, esta imagen ha de incluirse en el tipo iconográfico de “Cristo Expirante”. El torso presenta formas ligeramente pronunciadas siendo especialmente visibles las costillas y el epigastrio levemente hundido; las caderas están suavemente marcadas generando un incipiente movimiento. El paño de pureza tiene un interesante plegado, dotado de un cierto virtualismo, quedando sujeto por un gran pliegue central que le relaciona con algunas imágenes como el Cristo Expirante de los agustinos filipinos de Valladolid. En el lateral derecho, una parte de la tela aparece volteada por el viento dando lugar a una sensación de dinamismo; las piernas se caracterizan por su canon corto; la derecha monta sobre la izquierda ya que se trata de un Cristo de tres clavos que carece de subpedáneo; los brazos tienen también un cierto carácter expresivo, estando bien modelados en la zona de las axilas, en la unión entre brazo y antebrazo siendo visibles los músculos y las venas. Las manos, clavadas a la cruz, presentan los dedos meñique y anular contraídos, mientras que el pulgar, índice y corazón se hallan tensos. Una mancha de policromía roja, a modo de sangre, contribuye a reafirmar la sensación de dramatismo; en el remate de la cruz se coloca la cartela con el INRI realizado en marfil.
Las formas de esta talla muestran los caracteres típicos de las producciones religiosas filipinas del siglo XVII que tanto éxito lograron en la España del momento. Las formas un tanto abstractas, simplificadas, casi icónicas y el reflejo de un dolor no sólo físico sino, sobre todo espiritual, sin demasiadas estridencias, convirtieron estas producciones en objetos que suscitaban una notable devoción. Este Cristo guarda muchas semejanzas con otros crucificados de marfil de la misma procedencia pertenecientes a la variante de los expirantes, que se conservan en la Península como los de la parroquia de la Magdalena de Sevilla y el de la Catedral de Toledo, fechados a finales del siglo XVI y en torno al 1600 respectivamente. Otros muy similares –dependiendo del taller y la fecha de ejecución- son: El Cristo de la clausura del Convento de San Esteban de Salamanca, el de la iglesia de Santiago el Real de Medina del Campo, el de Mula (Murcia) el de los Peligros de Belmonte (Cuenca), o la pieza central del Calvario de la Iglesia de Santa María de Belorado.
Ermitas: Al hilo de este tema religioso significar que hasta 5 ermitas tuvo Castrillo por los siglos XV y XVI. Tres se situaban cerca de la iglesia de San Juan; San Miguel, Santa Vera Cruz y Nuestra Señora del Castillejo, mientras las otras 2 estaban más alejadas del pueblo, la de San Esteban que bien pudo ser la iglesia del desaparecido pueblo de Castrillo de la Vega, que estuvo situado en lo que hoy es La Cerca de Santa Eugenia y la de San Mamés, que estaba instalada en el término de Llano San Pedro cerca del monasterio de Cardeña. No se si todas pero esta última al menos se levantaría con motivo de las peregrinaciones a Santiago. Aunque hoy Castrillo queda fuera del itinerario de este camino, antes no fue así, ya que eran muchos los peregrinos, sobre todo al atardecer, que desde el camino que llevaba hasta Burgos y que pasaba junto al río Arlanzón se desviaban y pasando por Castrillo llegaban hasta el monasterio de San Pedro de Cardeña, que aunque ahora está habitado por los Cistercienses, entonces eran los Benedictinos -orden famosa por su hospitalidad- y en donde se encontraban con un hospital, botica y hospedería. Aunque hace unos años se trasladó el Crucero –símbolo del Camino- al centro del pueblo, antes estaba situado en la picota de un cerro para que fuera bien visible por dichos peregrinos.
Últimas referencias: En el año 1972 se hizo una profunda reforma en el interior; Se retocaron todas las paredes, se tiró el púlpito, se cambió la pila bautismal, se entarimó el suelo y para dar más amplitud se quitaron dos altares laterales dedicados al Santo Cristo y a la Virgen del Pilar, incluso se quiso poner el retablo de la iglesia de S.Juan que era más lucido pero al no dar las dimensiones se vendió para pagar estas obras.
En 1989 se puso un reloj nuevo y automático en la torre; en 1999 con aportación de las colectas, donaciones y el aporte del ayuntamiento se la dotó de calefacción; en el 2005 por iniciativa de la Diputación y en el taller de restauración sito en el monasterio de San Agustín se restauraron los retablos de San Roque y de la Virgen del Rosario, con cuatro tallas cada uno, un Calvario y varias imágenes sueltas que se colocaron en diferentes peanas dentro del templo; en 2009 se colocó un mecanismo para el toque automático de las campanas.
Al hilo de este tema religioso significar que hasta 5 ermitas tuvo Castrillo por los siglos XV y XVI. Tres se situaban cerca de la iglesia de San Juan; San Miguel, Santa Vera Cruz y Nuestra Señora del Castillejo, mientras las otras 2 estaban más alejadas del pueblo, la de San Esteban que bien pudo ser la iglesia del desaparecido pueblo de Castrillo de la Vega, que estuvo situado en lo que hoy es La Cerca de Santa Eugenia y la de San Mamés, que estaba instalada en el término de Llano San Pedro cerca del monasterio de Cardeña. No se si todas pero esta última al menos se levantaría con motivo de las peregrinaciones a Santiago.
Aunque hoy Castrillo queda fuera del itinerario de este camino, antes no fue así, ya que eran muchos los peregrinos, sobre todo al atardecer, que desde el camino que llevaba hasta Burgos y que pasaba junto al río Arlanzón se desviaban y pasando por Castrillo llegaban hasta el monasterio de San Pedro de Cardeña, que aunque ahora está habitado por los Cistercienses, entonces eran los Benedictinos -orden famosa por su hospitalidad- y en donde se encontraban con un hospital, botica y hospedería. Aunque hace unos años se trasladó el Crucero –símbolo del Camino- al centro del pueblo, antes estaba situado en la picota de un cerro para que fuera bien visible por dichos peregrinos.
Referencia: Justino González Hortigüela (Año 2010)

### Las cuevas
Como leemos en la reseña de los montes, dentro de estos se encuentran emplazadas varias cuevas naturales. Estas se encuentran a unos 2 km dirección SSE y llegamos a ellas caminando por el valle de las mismas “Valdecuevas”. La primera que nos encontramos es la del Carrascal bien visible dado que delante tiene un terreno yermo es decir sin vegetación. Leemos diversos informes del Grupo Espeleológico Edelweiss, que en el año 2002 hizo un estudio de estas cavidades y que con anterioridad, ya se habían hecho prospecciones por parte de este mismo grupo, por la Agrupación Arqueológica de Girona y por el equipo de investigación de Atapuerca:
Esta cueva del Carrascal es un amplio abrigo que cuenta con cuatro entradas y un trazado laberíntico. Todos sus accesos tienen pequeños muros de cerramiento que albergan sedimentos arqueológicos. De hecho, en esta cueva se hallaron una pequeña lasca cortical de sílex que podría corresponder a un resto de talla y un molar de carnívoro no fosilizado. Los expertos encontraron a la entrada del yacimiento un pequeño fragmento óseo fósil correspondiente a un hueso largo de macrofauna indeterminada procedente del removido interior de la cavidad.
Frente a esta y cada vez más tapadas por la vegetación, se encuentran las del Portal de Belén. Son tres y cuentan con yacimientos prehistóricos de la Edad de Bronce. En estas cuevas se han realizado catas y sondeos de los que se han obtenido muestras de fauna.
Edelweis también constata la presencia de un yacimiento paleontológico del Pleistoceno y también de la Prehistoria reciente.
En 1997, Salvador Strohecker -en otra reseña hablamos de él- descubrió al lado de esta cueva, dos molares de “equus caballus” –expuestos en la vitrina- fosilizados y fuera de su estratigrafía original, al haber sido revuelto el subsuelo por diferentes animales.
En 1998 también fue visitada esta cueva por Eudal Carbonel y llegó a la conclusión de que pudo ser un eremitorio o iglesia rupestre, es decir, usada para actos religiosos.
Continuando por un sendero dirección sur, a unos 750 m. nos encontramos con un camino llamado de los molineros –lo utilizaban los de los pueblos que no tenían molino para ir al de San Millán- y a la derecha en la margen izquierda, también cada vez más tapada por la maleza, nos encontramos con Cueva Carrera. En la cata realizada en esta, se ha puesto de manifiesto la existencia de un yacimiento arqueológico desconocido hasta la fecha. Entre los sedimentos removidos de la cata se recuperó un fragmento de galbo de cerámica a mano con un motivo decorado, que podía enmarcarse dentro de la Prehistoria reciente, y un fragmento de canto rodado de cuarcita y varios huesos.
En la superficie aparecieron varios fragmentos de cerámica de época medieval y posmedieval próxima y cerámicas pertenecientes a una o dos vasijas, que podrían relacionarse con una pieza para almacenar agua, lo que evidenciaría su uso etnográfico quizás como refugio de pastores en la época medieval o posmedieval.
Miguel Ángel Martín de Edelweis aseguró que en Castrillo del Val pueden hallarse restos fósiles y cavidades de gran interés, de ahí que se remita su estudio a Junta y Diputación.
Dos notas más para acabar con estas cuevas una, cuentan los mayores que han oído a sus padres que una vez un perro se metió por la cueva del Portal de Belén y apareció en Cueva Carrera, ¿leyenda o realidad? Y otra que todas las navidades, antes de Nochebuena, se monta un belén en la cueva de su nombre y se retira después de reyes. Van varias personas mayores pero sobre todo niños, llevando para el evento chocolate, diversas viandas y hasta champán, haciendo así una pequeña excursión amena y divertida.
Foro de opinión: Son muchos los amantes del monte y cazadores de Castrillo que comentan que es una pena que se esté obstruyendo el paso por la maleza a estas cuevas del Portal de Belén y Cueva Carrera. Si como dijo el alcalde Jorge Minguez cuando el tema de las canteras “los recursos que brinda el municipio son para aprovecharlos y disfrutar”, ya que tenemos muy pocos, estos tan bonitos que nos ha dado gratis la naturaleza, creo que habría varios castrillanos dispuestos a limpiar esta maleza, antes de que las matas sean más grandes, incluso se podían señalizar para que las contemple quien desee ya que si no, con el tiempo ni se va a poder instalar el belén.
El grupo Edelweiss, descubre dos cuevas artificiales y un menhir.
Este grupo, que como leemos en otra sección, estuvo cuando la movida del intento de instalación de las canteras en el año 2002, descubrió dos cuevas artificiales y un menhir que no estaban registradas en el inventario de la Junta. La primera se localizó junto a la carretera que baja al río Arlanzón, denominado ese paraje como La Calleja y a unos 50 m de la curva que da vista al puente de los Desterrados y denominada como Cueva del Arenal. Se descubrió por primera vez en octubre de 1970 cuando se realizaban trabajos de extracción de arena de esta pequeña gravera. 
Se trata de una cavidad de trazado serpenteante con 32 metros de desarrollo total, excavada en extracto de caliza y con una altura de apenas un metro.
Cuando el grupo Edelweiss visitó la cueva en abril de 2002, parte de ella se había hundido, lo que propició otra entrada desde el exterior, mientras que su entrada original prácticamente había sido ocultada por bloques. Los miembros del grupo Ana I. Ortega y Miguel A. Martín observaron algunas inscripciones grabadas de difícil transcripción. En medio de la gravera observaron restos de otra cavidad prácticamente hundida en su totalidad.
La otra se encuentra en la parte NE del Alto Castillejo y esta apareció como consecuencia de la plantación de pinos en este cerro. La máquina produjo el hundimiento de una bóveda artificial, que hasta ahora era desconocida en el pueblo. El estrecho hundimiento original fue agrandado por unos jóvenes de Castrillo que intentaron desobstruir el hundimiento final, así como buscar una posible continuación al otro lado de una gran losa que allí está puesta de manera vertical y que parece sellar la galería.
Quizás tenga algo que ver con este tema, lo que leemos en el libro: “Arquitectura Fortificada en la provincia de Burgos” de Inocencio Cadiñanos: Al norte del pueblo, cerca del río Arlanzón, sobre una suave eminencia que alcanza casi los 1000 metros, permanece aún el recuerdo de la fortaleza con la denominación del “Castillejo”. Cercano está el “Puente de los Desterrados”, que bien puede ser continuación de otro primitivo al que controlaba el castillo.
Ante esta afirmación nos preguntamos ¿ será verdad que en este monte hubo instalado un castillo quizá de pequeñas dimensiones de ahí el nombre de Castillejo?. La verdad que a diferencia de sus vecinos Las Coloradas en su parte O, que es una loma que llega hasta el límite con Cardeñajimeno y el Pico el Gallo en su parte E, que enseguida se adentra en el monte, este está solitario teniendo buena visibilidad para detectar a cualquiera que se acerque.
Sucede lo mismo con la castiza calle de Palacios. Vemos como en el año 971 el conde Garci Fernández dona al monasterio de Cardeña su palacio de Castrillo del Val. ¿provendrá de ahí el nombre de esta calle?. Ya que hemos nombrado a este conde vamos a resumir su vida en pocas líneas: Garci Fernández superó en mucho el carácter heroico de su progenitor Fernan González, y sería justo considerarle como el mayor y más puro de los héroes castellanos incluso con más méritos que el propio Cid Campedor.. 
Con estos antecedentes y sus connotaciones con Castrillo abogo que si alguna vez hay ocasión, bien merece el dedicarle el nombre de alguna calle o plaza en el municipio.
En fin, dejamos aquí estas crónicas para si alguna vez se quiere o puede indagar para resolver estos enigmas.
Menhir: Es la forma más sencilla de monumento megalítico. Consiste en una piedra por lo general alargada, en bruto o mínimamente tallada dispuesta de modo vertical y con su parte inferior enterrada en el suelo para evitar que se caiga.
El nombre es originario de Francia y resulta de la unión de dos palabras del idioma bretón men (piedra) e hir (larga). Fue adoptado por los arqueólogos en el siglo XIX.
El menhir de Castrillo está localizado a escasos 2 kilómetros del pueblo por el camino de las abejas –ya que hay una instalación de estos insectos- en la zona del Carrascal y en el término de Peñalada. Está ubicado frente a unas cavidades naturales existentes en las rocas de muy poca profundidad y creadas por la erosión y denominadas como Las Cocinas y a unos 50 metros de estas, Tiene 2 metros de altura visibles a los que hay que añadir otro trozo que se ha desprendido de su parte superior.
Según aseguran los miembros de Edelweis se trata de una parte del estrato en el que se localizan las citadas cavidades que ha sido desplazado hasta su posición actual e hincado verticalmente.

### Los montes de Castrillo del Val
El sotobosque del monte de Castrillo abarca la cuarta parte de su término, son 500 hectáreas de terreno, ya que partiendo del Monasterio de Cardeña llega hasta dar vista al río Arlanzón, lo que significa un gran pulmón verde y no solo para este pueblo sino que al estar a 10 kilómetros de Burgos también para los de la capital.
Si nos adentramos por este bosque, aunque hay algún roble, prácticamente casi todo está poblado de encinas destacando tanto por su edad como por su porte y elegancia. Entre las carrascas crecen las coscojas, aulagas, espino negro, endrinos, majuelos, algún quejigo aislado etc. En cuanto a la fauna estos montes son sobrevolados por el azor el gavilán, el arrendrajo común, la paloma torcaz el cuco, el petirrojo etc, mientras por su suelo pululan: tejones, comadrejas, erizos, conejos, liebres…. y ya de más envergadura jabalís, zorros y corzos.
Significar al respecto que cada vez se están poblando y tupiendo más estos montes al no haber por una parte, animales que coman los tallos tiernos y por otra que cada vez se corta menos leña ya que la gente prefiere la comodidad, por lo que las calefacciones ahora en vez de leña son de gasoil, propano etc. así que cada vez van quedando menos caminos y senderos prácticamente los de la parcelaria que son transitados por los tractores que van a las diferentes tierras de labranza, y que son aprovechados, como décimos al ser un buen pulmón, por cantidad de burgaleses, andarines, ciclistas, motoristas, jinetes y por nuestros vecinos los militares para hacer sus marchas.
Haciendo un poco de historia reseñar que en el ayuntamiento de Castrillo se conservan y quedan reflejados en el libro “Historia de Castrillo del Val” varios pleitos y litigios, a veces con armas de por medio, de los monjes de Cardeña con los vecinos y concejos de los pueblos que le rodean allá por el siglo X, sobre todo por los cortes de leña, meter a pastar el ganado, mover mojones, roturar tierras de pasto etc, no en vano por este siglo X la explotación del monte era uno de los recursos de los campesinos. El bosque, además de servir como alimento para el ganado, proporcionaba aparte de la caza, materiales que eran cada vez más necesarios; leña para el fuego, para los hornos y talleres, resina para las antorchas, cortezas que utilizaban los cordeleros, cal, ceniza, carbón para las fraguas, incluso con la extensión de los viñedos provocaba una fuerte demanda de madera para la fabricación de cubas, toneles etc. De ahí que los monjes intentaban extender sus dominios sobre estos montes, a veces con compras otras con la exención de pagos y servicios que tenían los concejos con el monasterio y otras por medio de gente influyente como fue el caso en este citado siglo en que el conde Garci Fernández les concedió varios privilegios, por lo que con estos caracteres quedaba formada y consolidada la más extensa propiedad forestal del dominio cardiense. Con el nombre de monte Elcineto en el que se incluía este citado Carrascal y pasando por Modubar, Revilla del Campo y Los Ausines llegaba hasta Palazuelos de la Sierra.
Si por entonces pasaba esto, mil años después y en el reciente 2002 hubo otra movida que puso a los vecinos de Castrillo “en pie de guerra”.
Por parte de la empresa Piedras y Mármoles S.L. se solicitó permiso para la extracción de piedra caliza ornamental en una zona que abarca 500 hectáreas de terreno equivalente a 500 campos de fútbol, prácticamente en su totalidad de bosque de robles y encinas, espacio clasificado como protegido natural y no urbanizable y que, además de ser un gran pulmón verde supone la cuarta parte del término municipal, es una zona que atesora un gran valor cinegético, vegetal, arqueológico y donde se encontraban los manantiales que surtían de agua potable al pueblo.
Aunque alejado en línea recta unos 8 kilómetros de los yacimientos de la sierra de Atapuerca, se podría no obstante hablar de un espacio en la zona de influencia de aquella y de hecho, los codirectores de las excavaciones han visitado este paraje donde abundan cuevas de piedra natural, confundidas con el paisaje, en las que se han encontrado fósiles de animales y especies animales marinas de más de 200.000 años de antigüedad, además de haberse localizado utensilios y restos de seres humanos del Neolítico y del Paleolítico. Motivos suficientes a los que se suma la presencia del monasterio de Cardeña.
El ayuntamiento de Castrillo, aunque estaba totalmente en contra, tenía que dar trámite a la solicitud ya que así le obligaba una sentencia de Tribunal Superior de Justicia. Como dijo el alcalde Jorge Mínguez, se trataba de un asunto polémico desde hace años, ya que la empresa tenía una concesión minera de 1997 para explotar 5 partículas, pero al solicitar otras 19 se le denegaron, por lo que la empresa inició un proceso judicial solicitando al Consistorio 72 millones de pesetas por daños y perjuicios.
Anta estas premisas se formó una Coordinadora de actuación para preservar los valores históricos, artísticos, culturales y medioambientales de Castrillo y en la que se integraron prácticamente todos los vecinos del pueblo y algunos allegados; los de la Sociedad El Castillejo, los cazadores y labradores que en este paraje poseen sus fincas. Encabezados por Jesús de Roba y Nuria Martín se iniciaron varias actuaciones; pusieron pancartas por todo el pueblo con “cantera no”, varias marchas hasta las cuevas plantando encinas pese a las inclemencias del tiempo - era el mes de febrero- ayudados por el grupo Ecologistas en Acción, crónicas en diversos medios de comunicación, se personó el Grupo Espeleológico Edelweiss que hizo unos interesantes descubrimientos que reseñamos en otra crónica y obtuvieron la visita del codirector de las excavaciones de Atapuerca, Eudal Carbonell que expuso ante la Junta de Castilla y León la atrocidad que con esta actuación se cometía, Como muy bien dijo Eudal: Debemos encontrar la manera de que, sin causar efectos económicos negativos a los particulares y a los municipios de la sierra de Atapuerca y su entorno si es posible, las actividades de allí sean científicas, culturales y las tradicionales de ganadería y agricultura.
En octubre de 2002 el Tnal. Sp, de Justicia desestimó la reclamación que hacía la empresa Piedras y Mármoles que reclamaba al ayuntamiento 435.213 euros. Mientras se seguían enviando informes para anular la extracción de piedra no en vano había varias entidades involucradas en el tema: Comisión Territorial de Patrimonio de la Junta, Comisión de Actividades Clasificadas, Confederación Hidrográfica del Duero, Unidad de Ordenación y Mejora del Medio Natural y Comisión Territorial de Urbanismo. Quizá sería por esto pero después de más de 2 años, en enero de 2005, esta última institución denegó la explotación de la cantera alegando que, todos los informes eran desfavorables y que el lugar donde se pensaba actuar era considerado como “Espacio Protegido Natural”.
Como dijo Jorge Mínguez; Con esto se cierra un capítulo que llenó de inquietud a los vecinos y que ahora lo importante es aprovechar y disfrutar de estos recursos naturales que ofrece el municipio de Castrillo del Val. 

### Los fósiles
Fosilización: Cuando muere cualquier ser orgánico, se destruye en un periodo de tiempo más o menos corto, ya sea porque es atacado por bacterias putrefactivas, o agentes mecánicos, oxidantes o combinación de todos estos factores. Para que esto ocurra, es necesario que los restos orgánicos queden incluidos en algún material protector, que los preserve de los agentes externos, pero aun así las partes blandas raramente se conservan, haciéndolo únicamente las duras, como huesos, dientes, recubrimientos quitinosos, etc.
En ciertas ocasiones se encuentran animales completos, cuando han sufrido algún proceso de mineralización, por ejemplo, los insectos incluidos en ámbar. Otras veces por congelación, como los mamuts encontrados en los hielos de Siberia.
Así pues, el fósil es una evidencia de una vida en otras épocas. Tal evidencia la solemos encontrar reflejada en los huesos, conchas etc, químicamente ya alterados por su enterramiento, generalmente en rocas sedimentarias.
También se considera fósil, a las huellas o restos de actividades de distintos animales u organismos. Son los llamados pseudofósiles.
Leemos en varias crónicas referentes a este tema: En las inmediaciones de Castrillo del Val en lo que hace diez millones de años -en la época del Mioceno- fue un somero mar, encontramos restos de varias especies de gasterópodos que se fueron depositando en el fondo del mismo.
La espectacularidad del yacimiento es tal, que está considerado como una de las más importantes concentraciones de fósiles del Terciario.
Tomamos como referencia un programa que patrocinó la Diputación y promovió la Asociación Geocientífica de Burgos y analizamos todo esto:
Descripción: En los sedimentos del Terciario de la Cuenca del Duero aparecen algunos tramos que contienen una abundante fauna fósil de Gasterópodos, acompañados de algunos Bivalvos y otros organismos. La capa sedimentaria que los contiene es de unos 28 m de espesor y está muy bien expuesta en las inmediaciones de Castrillo del Val.
El estudio detallado de estos sedimentos, así como de su contenido paleontológico, ha permitido la reconstrucción de los ambientes del pasado geológico donde se formaron estos depósitos. La gran cantidad de ejemplares, su buen estado de conservación, la diversidad faunística y su significado como indicadores ecológicos del pasado, permiten valorar el notable interés de este lugar.
Valoración y Tipo de interés del punto: Tipo de rasgo:Paleontológico y Sedimentológico. Tipo de interés: Didáctico y Científico. Grado de interés: Nacional. Valoración: Alta. Fragilidad: Muy alta.
Medidas de protección-conservación: El yacimiento carece de una protección específica y solo queda amparado en el régimen común de protección establecido en la Ley 12/2002, de 11 de julio, del Patrimonio Cultural de Castilla y León, en el que se integran los bienes del Patrimonio paleontológico y científico. Dada la importancia e interés de este yacimiento sería deseable que los visitantes evitaran recolectar fósiles.
Estratigrafía y sedimentología del depósito: Los materiales que afloran en los alrededores de Castrillo del Val corresponden a sedimentos continentales del Terciario del borde nororiental de la Cuenca del Duero, concretamente de edad Neógena (Astaraciense superior-Vallesiense inferior, hace 12 a 9,5 millones de años). Este conjunto de sedimentos ha sido denominado “Facies Cuestas”. Y su composición litológica es de margas, arcillas y calizas, que en esta zona presentan un espesor máximo de unos 80 metros.
El principal interés y su rasgo más notable es la gran abundancia de restos fósiles de moluscos continentales, ostrácodos y foraminíferos, que le convierten en uno de los mejores yacimientos paleontológicos de la Cuenca del Duero. Ya conocido desde antiguo, fue mencionado por primera vez por LARRAZET, en 1894 que destacó su notable contenido paleontológico.
En estas Facies han sido descritas dos tipos de secuencias sedimentarias, por un lado las originadas en ambientes lacuestres de poca profundidad y por otro lado las originadas en ambientes lluviales. La parte más baja de la secuencia sedimentaria que nos ocupa está integrada por sedimentos margosos yesíferos y carbonatos; formados en zonas muy someras del lago que quedaban emergidas periódicamente y eran colonizadas por la vegetación.
Sobre los sedimentos descritos están aquellos originados en ambientes fluviales, que corresponden a un sistema deltaico formado por la llegada de cursos de agua dulce con aporte de sedimentos margosos y limosos calcáreos, restos esqueléticos y organismos vivos arrastrados, que se depositaban formando acumulaciones en la desembocadura.
Descripción de la fauna y el ambiente de formación: Existe una alternativa de faunas fósiles de aguas salinas y dulces; así como una alternativa de sedimentos que contienen restos transportados de organismos completos y bien conservados, con otros fragmentados.
En unos tramos la fauna fósil es muy abundante y está constituida por muchísimos individuos pertenecientes a taxones propios de aguas salinas o salobres (Potamides e Hydrobia), alternando con otras faunas propias de aguas oligohalinas (con pocas sales) y de medios hipersalínicos (con exceso de sales).
En otros tramos la macrofauna (gasterópodos) no es tan abundante y está constituida por los géneros Melanopsis, Theodoxus y Gyraulus, ligados a medios lagunares con aportes de agua dulce, es decir, menos salinos que los anteriores. Gyraulus es además habitual en medios ricos en vegetación.
Esta alternativa se explica por una marcada estacionalidad del clima y refleja sucesivas avenidas fluviales de agua dulce, ligadas a lluvias estacionales, que arrastran consigo sedimentos limosos calcáreos, restos esqueléticos y organismos vivos desde las zonas palustres adyacentes al lago.
La sedimentación tendría lugar en condiciones salinas, donde solo los géneros Potamides y Hydrobia se encuentran en condiciones óptimas. Estas condiciones se verían interrumpidas por cortos episodios de entrada de agua dulce en las estaciones más lluviosas que arrastran consigo restos de ostrácodos, caráceas y gasterópodos de ambientes poco salinos, junto con fangos de las zonas menos profundas. La entrada de agua dulce disminuiría, por dilución, la salinidad del agua del lago, favoreciendo el leve desarrollo de comunidades oportunistas de comunidades de individuos arrastrados con vida, propias de aguas más dulces -+(melanopsis, Theodoxus, Gyraulus…). Estas comunidades se nutrirían inicialmente de los organismos arrastrados desde regiones más externas y se multiplicarían hasta la reinstauración de la salinidad en el ambiente, que aumentaría de nuevo e inhibiría su actividad vital abriendo paso a las faunas salobres o salinas.
Contenido fósil: Microfósiles, Gasterópodos pulmonados lacustres asignados a los géneros; Potamides, Hydrobia, Melanopsis, Limeña, entre otros, de la familia Helicidae. Se han detectado también fósiles de peces, mamíferos, aves e insectos.
La especie más abundante es Potamides tricinctus. Se caracteriza por tener un pliegue columelar. Existen también ejemplares de otra especie que es Potamides munien.
Microfósiles: Ostrácodos y abundantes girogonitos, que son oogonios fosilizados de algas carófitas pertenecientes a la División Charophyta.
Icnofósiles: Un buen número de los gasterópodos hallados en este yacimiento aparecen bioperforados. Se trata de marcas de depredación, realizadas también por gasterópodos.
Tafonomía: Se han realizado estudios tefonómicos (de lo que sucede a los organismos tras su muerte y hasta su fosilización) de poblaciones de niveles ricos en Melanopsis y Potamides. En ellos se han observado que aparecen todos los estadios de crecimiento que se relacionan con diferentes edades, y que las curvas de supervivencia son típicas de las poblaciones de gasterópodos (con un máximo de mortalidad en estadios juveniles).
Los gasterópodos no muestran signos de transporte ni abrasión (la mayoría están completos y no presentan roturas), lo que indica que vivieron en el lugar en que los encontramos. Algunos de ellos han conservado el color, evidenciando un enterramiento muy rápido tras la muerte y una escasa alteración posterior.
Nota: Con muy buen criterio, el ayuntamiento de Castrillo del Val ha colocado unas vitrinas en el portal de dicho ayuntamiento, con todas estas especies que van apareciendo dedicadas a la Arqueología y Paleontología, para quien quiera contemplarlas.
Referencia: Justino González Hortigüela (Año 2010)